# Equazione di Sylvester
L'equazione di Sylvester, spesso incontrata in teoria del controllo, è un'equazione matriciale della forma
{\displaystyle AX+XB=C,}
dove {\displaystyle A,B,X,C} sono matrici di dimensione {\displaystyle n\times n}. {\displaystyle A,B,C} sono note. Il problema consiste nel trovare {\displaystyle X}.
L'equazione di Sylvester è un caso particolare dell'equazione di Lyapunov continua (quando la matrice A è hermitiana).

## Esistenza e unicità della soluzione
Usando il prodotto di Kronecker e l'operatore di vettorializzazione {\displaystyle \operatorname {vec} }, si può riscrivere l'equazione nella forma
{\displaystyle (I_{n}\otimes A+B^{T}\otimes I_{n})\operatorname {vec} X=\operatorname {vec} C,}
dove {\displaystyle I_{n}} è la matrice identità di dimensione {\displaystyle n\times n}. In questa forma, l'equazione di Sylvester può essere vista come un sistema lineare di dimensione {\displaystyle n^{2}\times n^{2}}.
Se {\displaystyle L} e {\displaystyle M} in {\displaystyle A=ULU^{-1}} e {\displaystyle B^{T}=VMV^{-1}} sono le forme canoniche di Jordan rispettivamente di {\displaystyle A} e {\displaystyle B^{T}}, e {\displaystyle \lambda _{i}} e {\displaystyle \mu _{j}} sono rispettivamente i loro autovalori, si può scrivere
{\displaystyle I_{n}\otimes A+B^{T}\otimes I_{n}=(V\otimes U)(I_{n}\otimes L+M\otimes I_{n})(V\otimes U)^{-1}.}
Dato che {\displaystyle (I_{n}\otimes L+M\otimes I_{n})} è una matrice triangolare superiore con {\displaystyle \lambda _{i}+\mu _{j}} sulla diagonale , la matrice a sinistra dell'equazione è singolare se e solo se esistono {\displaystyle i} e {\displaystyle j} tali che {\displaystyle \lambda _{i}=-\mu _{j}}.
Quindi, si è provato che l'equazione di Sylvester ha un'unica soluzione se e solo se {\displaystyle A} e {\displaystyle -B} non hanno autovalori in comune. È inoltre possibile provare che se la matrice {\displaystyle A} è di Hurwitz, la soluzione dell'equazione di Sylvester, se esiste, è la matrice gramiana di controllabilità.

## Soluzioni numeriche
Un classico algoritmo per la risoluzione numerica dell'equazione di Sylvester è l'algoritmo di Bartels-Stewart, che consiste nel trasformare le matrici {\displaystyle A} e {\displaystyle B} nella loro decomposizione di Schur tramite un algoritmo QR e poi risolvere il sistema triangolare ottenuto sostituendo all'indietro. Questo algoritmo, il cui costo computazionale è O{\displaystyle (n^{3})} operazioni aritmetiche, viene utilizzato, tra i tanti, da LAPACK e dalla funzione lyap in GNU Octave.